# Adventure International
La Adventure International è stata un'azienda statunitense di sviluppo e pubblicazione di videogiochi, attiva dal 1979 al 1985. Fondata da Scott Adams, era specializzata in avventure testuali per computer, realizzate inizialmente da Adams stesso.
Le versioni dei giochi per i computer europei vennero realizzate da un'omonima, ma indipendente, azienda britannica, che dopo la chiusura della Adventure International continuò l'attività come Adventure Soft.

## Videogiochi
Elenco approssimativo dei titoli sviluppati e/o pubblicati.
Serie Adventure classica (1979-1984), ripubblicata a partire dal 1982 in versione con illustrazioni grafiche, nella serie Scott Adams' Graphic Adventures (SAGA).
1. Adventureland
2. Pirate Adventure
3. Secret Mission o Mission Impossible
4. Voodoo Castle
5. The Count
6. Strange Odyssey
7. The Mystery Fun House
8. Pyramid of Doom
9. Ghost Town
10. Savage Island Part I
11. Savage Island Part II
12. Golden Voyage
13. Sorcerer of Claymorgue Castle

Più o meno ufficialmente considerati parte della serie Adventure:
- Return to Pirate's Island
- The Adventures of Buckaroo Banzai

Serie Questprobe basata sui fumetti Marvel Comics (1984-1985)
1. Questprobe Featuring The Hulk
2. Questprobe Featuring Spider-Man
3. Questprobe Featuring the Human Torch and the Thing

Serie Other Venture
1. Classic Adventure (un remake di Colossal Cave Adventure)
2. The Curse of Crowley Manor
3. Escape from Traam
4. Earthquake San Francisco 1906
5. Death Planet: The Dog Star Adventure

Serie Interactive Fiction
1. Six Micro Stories
2. Local Call for Death
3. Two Heads of the Coin
4. His Majesty's Ship Impetuous
5. Dragons of Hong Kong

Serie Maces and Magic
1. Balrog
2. Stone of Sisyphus
3. Morton's Fork

Serie Kid Venture
1. Little Red Riding Hood
2. Twas the Night Before Christmas
3. Old McDonald's Farm

Altre avventure testuali
- Labyrinth of Crete
- Nightwalker
- Reign of the Red Dragon
- Robin of Sherwood: The Touchstones of Rhiannon
- Saigon: The Final Days
- Sledge of Rahmul & Merlin's Treasure
- Spook House & Toxic Dumpsite
- Treasure Quest

Giochi di altro genere
- Armored Patrol
- C'est la vie
- Conquest of Chesterwoode
- The Eliminator
- Galactic Empire
- Galactic Trader
- Hidden Valley
- John Anderson's Rally Speedway
- Laser Ball
- Olin in Emerald: Kingdom of Myrrh
- Preppie! (clone di Frogger)
- Preppie! II
- Rear Guard
- Sea Dragon
- Vaults of Cymarron
- Whomper Stomper

Inoltre la collana Mysterious Adventures, iniziata con The Golden Baton nel 1981, sebbene realizzata da produttori non collegati alla Adventure International, ha molto in comune con la serie Adventure classica e utilizza un clone del suo motore di gioco.